# Hanns Kräly
Hanns Kräly, parfois écrit Hans Kraly (né Jean Kräly le 16 janvier 1884 à Hambourg, Empire allemand; mort le 10 novembre 1950  à Los Angeles, États-Unis) est un acteur et scénariste allemand.

## Biographie
Hanns Kräly travailla principalement avec Ernst Lubitsch, avec qui il fit une trentaine de films entre 1915 et 1929. En 1930, il reçut l'Oscar du meilleur scénario adapté pour Le Patriote.

## Filmographie partielle
- 1916 : Le Palais de la chaussure Pinkus d'Ernst Lubitsch
- 1918 : Je ne voudrais pas être un homme d'Ernst Lubitsch
- 1918 : Carmen d'Ernst Lubitsch
- 1918 : Fuhrmann Henschel d'Ernst Lubitsch (d'après la pièce de Gerhart Hauptmann)
- 1918 : Les Yeux de la momie d'Ernst Lubitsch
- 1918 : Le Passeport jaune de Victor Janson et Eugen Illés
- 1918 : Meine Frau, die Filmschauspielerin d'Ernst Lubitsch
- 1919 : La Du Barry d'Ernst Lubitsch
- 1919 : Meyer de Berlin d'Ernst Lubitsch
- 1919 : La Poupée d'Ernst Lubitsch
- 1920 : Les Filles de Kohlhiesel d'Ernst Lubitsch
- 1921 : La Chatte des montagnes d'Ernst Lubitsch
- 1922 : La Femme du pharaon (Das Weib des Pharao) d'Ernst Lubitsch
- 1923 : Tout pour l'or (Alles für Geld) de Reinhold Schünzel
- 1924 : Paradis défendu d'Ernst Lubitsch
- 1924 : Mon cœur et mes millions (Her Night of Romance) de Sidney Franklin
- 1925 : L'Aigle noir de Clarence Brown
- 1925 : Her Sister from Paris de Sidney Franklin
- 1925 : Ma femme et son flirt d'Ernst Lubitsch
- 1926 : La Duchesse de Buffalo (The Duchess of Buffalo) de Sidney Franklin
- 1927 : Le Prince étudiant d'Ernst Lubitsch
- 1927 : La Galante Méprise de Sidney Franklin
- 1928 : Le Patriote d'Ernst Lubitsch
- 1928 : The Garden of Eden de Lewis Milestone
- 1929 : Terre de volupté de Sidney Franklin
- 1929 : Mensonges de Lewis Milestone
- 1929 : Le Baiser de Jacques Feyder
- 1929 : The Last of Mrs. Cheyney de Sidney Franklin
- 1929 : L'Abîme  d'Ernst Lubitsch
- 1931 : Vies privées de Sidney Franklin
- 1932 : Jenny Lind d'Arthur Robison
- 1935 : Le Gondolier de Broadway (Broadway Gondolier) de Lloyd Bacon
- 1937 : Deanna et ses boys d'Henry Koster
- 1939 : Emporte mon cœur de Robert Z. Leonard
- 1941 : West Point Widow de Robert Siodmak
- 1941 : Ève a commencé d'Henry Koster

## Sources de la traduction
- (en) Cet article est partiellement ou en totalité issu de l’article de Wikipédia en anglais intitulé « Hanns Kräly » (voir la liste des auteurs).